# Kvilda
Kvilda là một làng thuộc huyện Prachatice, vùng Jihočeský, Cộng hòa Séc.